# Morandi
Это статья о румынской музыкальной группе. Об известных личностях с такой фамилией см. Моранди
Morandi — румынская музыкальная группа, играющая в стиле евродэнс. Название группы состоит из имен вокалистов: Mo — это Мариус Мога, а Randi — псевдоним Андрея Ропча. Группа была создана в Бухаресте (Румыния) в 2004 году.

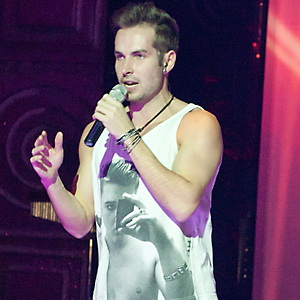
Андрей Ропча (Ранди). 2011 год

## Состав группы
- Мариус Мога — вокал
- Андрей Ропча — вокал
- Razvan — ударные
- Viky — клавишные
- Alex — ударные
- MC Dylma — DJ
- Alex — гитара.

### Вокалисты

#### Мариус Мога
Мариус Мога родился 30 декабря 1981 года в городе Алба-Юлия. С трех лет занимался игрой на фортепиано и вокалом в городской школе искусств. Окончил социологический факультет.
В 2000 году Мога приезжает в Бухарест, где и начинается его карьера. Он пишет музыку и тексты для известных румынских групп, таких как Akcent, Blondy, Andreea Balan, Corina, Cream, Anda Adam, Simplu.
В 2005 году Мога организовывает собственный продюсерский центр My Band, который занимается раскруткой молодых румынских исполнителей.

#### Андрей Ропча
Андрей Ропча родился 23 мая 1983 года в городе Питешти. Окончил лицей искусств «Dinu Lipatti», где обучался игре на фортепиано.
Приехав в Бухарест, Ранди также занимался продюсерской деятельностью, писал тексты и музыку.
В данное время Ранди является основным вокалистом и «лицом» группы Morandi, а также продюсером в своей студии Famous Production, начавшей свою деятельность в 2012-м году.

## История группы

### 2004–2005: Начало карьеры и Reverse
В 2004 году Мариус Мога и Андрей Ропча, будучи к тому времени известными в Бухаресте исполнителями, решили записать совместный трек под названием «Love Me». О создании группы тогда еще речи не шло. Песня была записана, а затем инкогнито распространена по клубам Бухареста. Публика отнеслась к ней благосклонно, после чего Мога и Ропча объявили о создании нового проекта, который назвали Morandi. Сингл «Angels» получил 7 платиновых статусов в России (как ринг-бэк тон), с продажами в 1 миллион 400 тысяч копий. Также сингл стал золотым, как реалтон, с продажами в 50 тысяч копий. Сингл «Save me» получил платину дважды, с продажами в 400 тысяч копий.
Дебютный альбом «Reverse » был выпущен 17 июля 2005 года и получил золотую сертификацию UPFR в декабре. По состоянию на декабрь 2021 года альбом был продан в количестве двух миллионов копий по всему миру. Песня "Beijo (Uh La La)", ставшая вторым синглом с альбома, возглавила румынский Топ-100 на девять недель.

### 2006–2008: Mind Fields и N3XT
Дуэт расширился и превратился в группу, добавив перкуссиониста и двух диск-жокеев. «Mindfields», второй альбом группы, был выпущен в марте 2006 года. С альбома были выпущены два сингла, "Falling Asleep" и "A la lujeba", которые достигли первого места в Румынии. В июле 2007 года группа выпустила лид-сингл со своего третьего альбома под названием "Afrika", который занял второе место в Румынии.  Песня "Angels (Love Is the Answer)" имела коммерческий успех, достигнув первого места в пяти странах и получив семикратный платиновый сертификат в России. Их третий альбом, «N3XT», был выпущен 14 декабря 2007 года и получил платиновый сертификат в Румынии и был сертифицирован как четырежды платиновый в России. Песня "Save Me" с участием Элен стала последним синглом с альбома и имела такой же успех, как и предыдущий сингл.

### 2009–2011: Zebra
В июне 2009 года дуэт объявил песню "Colors" в качестве лид сингла со своего предстоящего четвертого альбома под названием «Zebra», который должен был выйти в конце того же года. Песня "Rock the World" была выпущена в качестве второго сингла с альбома в апреле 2010 года, при этом дуэт заявили о задержке альбома. Для продвижения альбома в 2011 году были выпущены еще два сингла, а именно "Midnight Train" и "Serenada". В интервью для Urban.ro Ранди заявил, что Моранди возьмут перерыв, и что альбом должен выйти в декабре 2011 года.

### 2012–2021: Перерыв и релизы синглов
Дуэт вернулся на музыкальную сцену в 2013 году с песней "Everytime We Touch". Они выпустили еще два сингла, после чего взяли очередной перерыв в конце 2014 года. В ноябре 2016 года Моранди вернулись, выпустив песню "Keep You Safe". Синглы "Kalinka" и "Professional Liar" были анонсированы как первый и второй лид-сингл, соответственно, с предстоящего четвертого альбома группы.
В июне 2021 года было официально анонсировано, что Ранди больше не является частью дуэта, а в мае 2022 года дуэт уже полностью распался.

### 2024–настоящее время: Воссоединение
В октябре 2024 года Рэнди подтвердил, что они с Могой воссоединились, чтобы создавать музыку под прежним названием.

## Дискография

### Альбомы
В дискографии группы 3 студийных альбома.
- Reverse (2005)
- Mind Fields (2006)
- N3XT (2007)

### Синглы
Группа выпустила 16 синглов.
На каждый сингл был выпущен видеоклип.
Клип на сингл «Rock the world» был выпущен в 3D-технике.
В России продали 14000 копий сингла «Angels».
В 2013 году группа выпустила сингл «Everytime We Touch».
| Год  | Название                                | Место в чартах | Место в чартах | Место в чартах | Место в чартах | Место в чартах | Альбом           |
| Год  | Название                                | SVK            | BG             | CZE            | HU Dance Top40 | FR             | Альбом           |
| ---- | --------------------------------------- | -------------- | -------------- | -------------- | -------------- | -------------- | ---------------- |
| 2004 | «Love Me»                               | -              | -              | -              | -              | -              | Reverse          |
| 2004 | «Beijo»                                 | 54             | -              | -              | -              | -              | Reverse          |
| 2006 | «Falling Asleep»                        | -              | -              | -              | -              | -              | Mind Fields      |
| 2006 | «A La Lujeba»                           | -              | -              | -              | -              | -              | Mind Fields      |
| 2006 | «Oh La La» (English version of «Beijo») | -              | -              | -              | -              | -              | Digital Only     |
| 2007 | «Afrika»                                | -              | -              | -              | -              | -              | N3XT             |
| 2007 | «Angels (Love Is The Answer)»           | 1              | 1              | 1              | 3              | 16             | N3XT             |
| 2008 | «Save Me» (feat. Helene)                | 13             | 2              | 1              | 25             | -              | N3XT             |
| 2009 | «Сolors»                                | 1              | 1              | 4              | -              | -              | Best of Morandi  |
| 2010 | «Rock The World»                        | 62             | -              | -              | -              | -              | Best of Morandi  |
| 2011 | «Midnight Train»                        | 26             | -              | -              | -              | -              | Best of Morandi  |
| 2011 | «Serenada»                              | -              | -              | -              | -              | -              | -                |
| 2013 | «Everytime We Touch»                    | -              | -              | -              | -              | -              | -                |
| 2015 | «Summer In December» (feat. Inna)       | -              | -              | -              | -              | -              | Body And The Sun |
| 2016 | «Keep You Safe»                         | -              | -              | -              | -              | -              | TBA              |
| 2018 | «Kalinka»                               | -              | -              | -              | -              | -              | TBA              |
| 2019 | «Professional Liar»                     | -              | -              | -              | -              | -              | TBA              |
| 2024 | «No Sleep»                              | -              | -              | -              | -              | -              | TBA              |

## Награды
Группа Morandi была трижды награждена на MTV Music Awards: в 2005 году в номинациях «Лучшая песня», «Лучший новый исполнитель» и «Лучший танец».
На MTV Romania Music Awards 2006 группа выиграла награду за лучшую песню («Beijo») и лучшее видео («Falling Asleep»).
В 2008 году группа взяла первое место в номинациях «Лучший альбом» (N3XT), «Лучшее видео» («Angels») и «Лучший румынский исполнитель» на премии Romania Music Awards.
В 2009 году на премии ESKA Music Awards группа получила награду «Best International Hit».